# Lúcio Tarquínio Colatino
Lúcio Tarquínio Colatino (em latim: Lucius Tarquinius Collatinus) foi um dos quatro líderes da revolução que derrubou a monarquia romana e um dos dois primeiros cônsules de Roma, em 509 a.C., juntamente com Lúcio Júnio Bruto. Ironicamente Colatino foi obrigado a renunciar ao cargo e se exilar por causa do ódio que ele próprio ajudou a instigar entre os romanos contra a sua gente, os Tarquínios.

## Contexto
Colatino era filho de Arruns Tarquínio, conhecido como "Egério", um sobrinho de Lúcio Tarquínio Prisco, o quinto rei de Roma. Por acidente, Arruns nasceu em situação de pobreza, mas, quando seu tio subjugou a cidade latina de Collatia, foi colocado no comando da guarnição romana da cidade. O sobrenome "Colatino" é uma referência a este evento.
Sua esposa era Lucrécia, filha de Espúrio Lucrécio Tricipitino. Segundo a lenda, numa ocasião na qual Colatino estava fora de Roma, seu primo, Sexto Tarquínio, filho do rei Lúcio Tarquínio Soberbo, foi até sua casa numa noite. Impondo-se sobre Lucrécia, Sexto ameaçou matá-la juntamente com um escravo que a acompanhava e mentir para seu marido afirmando que teria pego os dois em adultério a não ser que ela o aceitasse. Depois que ele partiu, Lucrécia enviou emissários ao marido e ao pai e contou-lhes o ocorrido. Apesar das súplicas e protestos deles, Lucrécia enfiou uma adaga no peito por conta da vergonha que ela acreditava ter imposto a si e a sua família.

## Queda da monarquia
Enfurecido pelo ato do primo, Colatino e seu sogro deram conhecimento ao povo do crime cometido, no que foram apoiados por Lúcio Júnio Bruto, um sobrinho do rei, e outros que haviam sofrido com a crueldade do rei e de seus filhos. Quando Soberbo estava fora numa campanha, os conspiradores fecharam os portões de Roma e criaram um governo republicano, liderado por dois cônsules, Bruto e Colatino, depois de jurarem que Roma jamais seria governada por um rei novamente.
Porém, o mandato de Colatino seria curto; embora ele próprio tenha sofrido nas mãos do rei e apoiado a nova República Romana, ele rapidamente tornou-se objeto da fúria dos que não toleravam a presença de nenhum Tarquínio no poder em Roma. Ele próprio ficou pasmo quando Bruto, seu colega e primo, pediu publicamente que ele renunciasse, mas resistiu até que Tricipitino também acrescentou sua voz ao coro. Temendo pelo seu próprio destino se recusasse ao apelo popular, Colatino renunciou e se exilou em Lanúvio. Públio Valério Publícola, amigo de Bruto, foi nomeado cônsul sufecto em seu lugar.
Bruto, que era sobrinho do rei e ainda mais próximo da casa real, foi poupado da mesma humilhação, por pertencer a gente Júnia, mas acabou sendo mortalmente ferido na Batalha de Silva Arsia contra as forças reais. O já idoso Tricipitino foi nomeado cônsul sufecto em seu lugar, mas também morreu logo depois. Marco Horácio Púlvilo assumiu, o quinto e último cônsul do primeiro ano da República.